# 兵庫県道277号溝黒竹田線
兵庫県道277号溝黒竹田線（ひょうごけんどう277ごう みぞくろたけだせん）は、兵庫県朝来市を通る一般県道である。

## 概要
朝来市山東町溝黒から朝来市和田山町竹田に至る。

### 路線データ
- 起点：朝来市山東町溝黒（兵庫県道276号檜倉山東線交点）
- 終点：朝来市和田山町竹田（兵庫県道104号物部藪崎線交点）
- 総延長：4.206 km

## 地理

### 通過する自治体
- 朝来市

### 交差する道路
| 交差する道路            | 交差する場所 | 交差する場所     |
| ----------------------- | ------------ | ---------------- |
| 兵庫県道276号檜倉山東線 | 山東町溝黒   | 起点             |
| 国道312号               | 和田山町竹田 | 竹田城下町交差点 |
| 兵庫県道104号物部藪崎線 | 和田山町竹田 | 終点             |

### 沿線
- 兵庫県立和田山特別支援学校
- 円山川
- JR西日本播但線 竹田駅